# 1080° Snowboarding
1080° Snowboarding (テン・エイティ　スノーボーディング?), ofta kallat bara 1080°, är ett snowboard-racingspel utvecklat och utgivet av Nintendo för Nintendo 64. Spelet släpptes första gången den 28 februari 1998 i Japan. Spelaren styr en av fem spelbara karaktärer genom en kombination av knapptryckningar för att göra olika hopp och trick genom åtta olika nivåer. Det finns också tre till karaktärer, däribland en pandabjörnman, för spelare att antingen låsa upp eller få tillgång till genom fuskkoder .
Utvecklandet av 1080° tillkännagavs 21 november 1997 och tog 9 månader att slutföra. Spelet blev kritikerhyllat och vann pris av bland annat Academy of Interactive Arts & Sciences. 1080° sålde över en miljon spel och en uppföljare, 1080° Avalanche, släpptes till Nintendo GameCube 28 november 2003.

## Karaktärer
- Kensuke Kimachi
- Ricky Winterborn
- Akari Hayami
- Rob Haywood
- Dion Blaster
- Panda Bear
- Silver Ice Man
- Gold Ice Man